# Adalbert von Bayern (Abt)

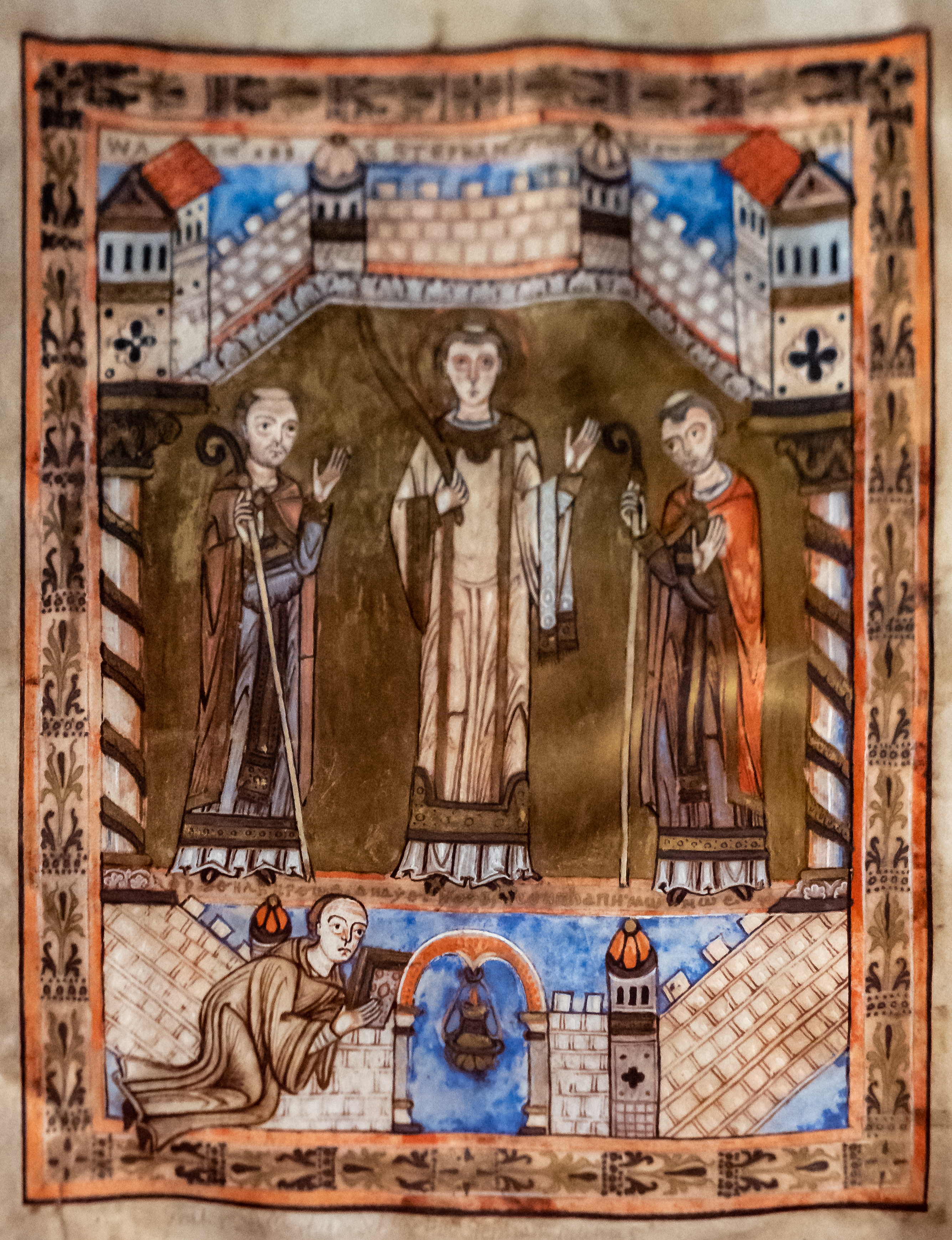
Der Liber Vitae der Abtei Corvey, überreicht von Propst Adalbert (um 1160)

Adalbert von Bayern († 1144) war von 1138 bis zu seinem Tod Abt von Corvey.

## Leben
Mit Adalbert, einem Bruder Herzog Heinrichs des Schwarzen, wurde 1138 ein Mitglied des welfischen Herzoghauses von Bayern, das mit Heinrich dem Löwen ab 1142 auch das Stammesherzogtum Sachsen beherrschte, zum Abt von Corvey ernannt. „Unter ihm wurde die Disziplin des Klosters noch sehr gerühmt. Papst Cölestin II. erteilte ihm 1143 das Recht, sich des Rings bei der Feier der Messe zu bedienen.“
Sein gleichnamiger Neffe, der Auftraggeber des Liber vitae der Abtei Corvey, war von 1147 bis 1176 Propst von Corvey.